# Adriana Nunes
Adriana Nunes (* in Salvador da Bahia, Brasilien) ist eine Journalistin, Germanistin und Autorin. Nunes lebt seit 1988 in Deutschland und arbeitete unter anderem für den WDR und die Deutsche Welle.

## Bibliographie
- Nur die Edelsteine kommen aus Brasilien. Brasilianer in Deutschland. St. Ottilien: EOS 2001, ISBN 3-8306-7063-X
- Ilse Losa, Schriftstellerin zwischen zwei Welten. Berlin: ed. tranvía – Verlag Frey 1999, ISBN 3-925867-37-6